# Уланов, Александр Михайлович
Алекса́ндр Миха́йлович Ула́нов (род. 18 января 1963, Куйбышев) — российский поэт, прозаик и переводчик, литературный критик.

## Биография
Окончил Куйбышевский авиационный институт (1986), работает там же на кафедре конструкции и проектирования двигателей летательных аппаратов. Доктор технических наук (2009).
Публиковал стихи, поэтическую прозу, статьи и рецензии в журналах «Знамя», «Дружба народов», «Новое литературное обозрение», «Воздух», «Цирк Олимп» и др. Стихи Уланова включены в антологии «Самиздат века», «Нестоличная литература» и др. Первая книга стихов издана в 1990 г. В 2007 г. с книгой лирической прозы «Между мы» вошёл в шорт-лист Премии Андрея Белого. Выступал также как переводчик американской поэзии XX века, в том числе Дилана Томаса, Сильвии Плат, Кларка Кулиджа, Джона Эшбери, Роберта Данкена и др.
Лауреат премии Андрея Белого в номинации «Литературная критика» (2009).

## Книги
- Направление ветра: Стихи. — Саратов: Приволжское книжное изд-во; Кооператив «Товарищ», 1990
- Сухой свет. — Самара, 1993.
- Стихи. — М.: Музей Сидура, 1995.
- Волны и лестницы: Стихи и проза. — М.: АРГО-РИСК, 1997.
- Между мы: Прозы. — М.: Наука, 2006.
- Перемещения+: Четвертая книга стихов. — М.: АРГО-РИСК, Книжное обозрение, 2007.
- Способы видеть/ Предисловие Б.Дубина. — М.: Новое литературное обозрение, 2012 (Новая поэзия)

## Цитаты
Александр Уланов — мастер мини-образа. «Ручные ягоды», «ты в башне из яблок», «кожа яблока неодетого», «между чугунных вишен и кислых скал», «магнитное поле для стальных опилок воды и речи», «теплее пальцев язык»… У поэта есть излюбленные, настойчиво всплывающие мотивы — «чай», «раковинка», «бабочка», «змея»… По мини-образам, как по сегментам моста, по прутьям, из которых сплетён соломенный каркас, читается динамичная книга Уланова. (Елена Зейферт)